# إليزابيث بيركلي
إليزابيث بيركلي لورين (بالإنجليزية: Elizabeth Berkley Lauren)‏ وهي ممثلة أفلام ومسرح وتلفزيون وعارضة أزياء و راقصة أمريكية يهودية ولدت في يوم 28 يوليو 1972 في مدينة فارمنغتون (ميشيغان) في الولايات المتحدة، مثلت في مسلسل أنقذه الجرس من 1989 إلى 1993، ومثلت نعومي مالون وهي راقصة أجنبية في فلم Showgirls في سنة 1995 وألذي كان من إخراج بول فيرهويفن.

## روابط خارجية
- إليزابيث بيركلي على موقع IMDb (الإنجليزية)
- إليزابيث بيركلي على موقع روتن توميتوز (الإنجليزية)
- إليزابيث بيركلي على موقع ألو سيني (الفرنسية)
- إليزابيث بيركلي على موقع أول موفي (الإنجليزية)
- إليزابيث بيركلي على موقع قاعدة بيانات برودواي على الإنترنت (الإنجليزية)
- إليزابيث بيركلي على موقع قاعدة بيانات الأفلام السويدية (السويدية)
- إليزابيث بيركلي على موقع إن إن دي بي (الإنجليزية)
- إليزابيث بيركلي على موقع قاعدة بيانات الفيلم (الإنجليزية)
- إليزابيث بيركلي على موقع كينوبويسك (الروسية)